# Mayor Julio Sabines
Mayor Julio Sabines är en ort i Mexiko.   Den ligger i kommunen Chicomuselo och delstaten Chiapas, i den sydöstra delen av landet, 800 km sydost om huvudstaden Mexico City. Mayor Julio Sabines ligger 657 meter över havet och antalet invånare är 116.
Terrängen runt Mayor Julio Sabines är varierad. Runt Mayor Julio Sabines är det ganska glesbefolkat, med 26 invånare per kvadratkilometer. Närmaste större samhälle är Nuevo Resplandor, 9,2 km nordost om Mayor Julio Sabines. Omgivningarna runt Mayor Julio Sabines är en mosaik av jordbruksmark och naturlig växtlighet.